# Steam
Стим (енгл. Steam) једна је од најпознатијих платформи на интернету коју производи Валв корпорација. Првенствено замишљена као платформа за куповину и дистрибуцију видео-игара, као и мрежа за играње игрица, Стим се развио далеко више, па је данас и друштвена мрежа.
Стим се користи преко апликације која се скида са интернета бесплатно и инсталира на уређај. Апликација је неопходна, као и прављење налога преко којег се врши куповина и дистрибуција софтвера. Стим је првенствено осмишљен за Windows, али су направљене верзије и за Линукс и , а касније и за PlayStation 3. Фебруара 2015, на Стиму се могло наћи преко 4500 игрица, а платформа је имала преко 125 милиона активних корисника.

## Историја
Сам развој Стима је започео 2002, али прва верзија је пуштена у рад 2003. године. Прва игрица која је користила Стим платформу била је , уз коју је инсталација Стима била обавезна.
Године 2004, Стим је почео да се шири и осваја тржиште. Валв корпорејшон почиње да преговара са издавачима и склапају се први уговори. Недуго након тога, придружују се и остали издавачи и све више игара почиње да захтева инсталацију Стима. Сва ажурирања за купљене игре обављали су се углавном посредством Стима.
Године 2007, настао је Стим комјунити (енгл. Steam Community) — Стимова друштвена мрежа. Сви корисници имају опције да нађу и додају пријатеље као и да међусобно комуницирају у виду порука (дописивања).
Године 2009, настао је Стим клауд (енгл. Steam Cloud), по узору на остале удаљене локације за складиштење података.
Године 2012, на тржишту се појавила верзија Стима за ОS Х, а 2013. за Линукс.

## Подржане платформе

### Microsoft Windows
Стим је првенствено осмишљен и намењен за оперативне системе из породице Windows. Прва верзија се појавила 2003. године. Иако су се касније појавиле верзије и за остале оперативне системе, већина корисника и даље највише користи Windows, па је самим тим подршка и развој за ово окружење још увек најзаступљенија.

### Линукс
Валв је у јуну 2012. најавио развој Стима за Линукс. Замисао је била да се уз саму дистрибуцију Убунтуа дистрибуира и Стим, тако да буде једна од основних апликација која ће се аутоматски инсталирати. Валв је имао амбицију да се за Линукс окружење повећа производња и дистрибуција софтвера, првенствено игара.
У фебруару 2013. излази прва пуна верзија Стима за Линукс. Поред тога, успешно је направљена и дистрибуирана игрица Left 4 Dead 2, чија је велика популарност пуно допринела даљем развоју и прилагођавању игара за Линукс. Од марта 2015. године, постоји преко 1000 игара на Стиму доступних за Линукс.

### 
Стим верзија за ОS Х је најављена у марту 2010. године, а прва верзија је изашла маја исте године. Једна од најбитнијих карактеристика ове верзије је Стимплеј (енгл. SteamPlay). Ова опција омогућује корисницима који су купили софтвер за Windows, да исти бесплатно преузму за ОS Х. Могућност укрштања платформи била је кључна за повећање употребе Стима, јер је дозвољавала повезивање и играње упркос разлици окружења међу корисницима.

### PlayStation 3
Валв је одлучио да прошири Стим ван рачунарске употребе и то је успешно учинио 2010. године. Прва игра доступна преко Стима за PlayStation 3 била је Portal 2. Омогућено је повезивање корисника PlayStationа и корисника пи-сија, као и бесплатно преузимање за оне који су већ купили поменуту игру за Windows или ОS X, као и опција коришћења Стим клауда. Недуго затим, Counter-Strike: Global Offensive је омогућен за PlayStation. Због разлике у полицама осигурања између Мајкрософта и Валва, подршка за Xbox још увек не постоји.

## Рад Стима

### Апликација
Бесплатна апликација потребна за рад Стима преузима се са Стимовог веб-сајта. Након преузимања, апликација се треба инсталирати. Ако корисник први пут користи Стим, од њега се захтева да отвори налог. Отварање налога је такође бесплатно; захтева се унос жељеног корисничког имена и лозинке, те важеће е-адресе ради потврде идентитета налога. Корисник убудуће може да се при сваком покретању апликације пријави на налог или да одабере опцију памћења пријаве.

### Окружење
Стим апликација подсећа на веб-претраживач. На врху и са леве стране налази се неколико опција, док су средина, десни део и остатак интерфејса искоришћени за промоције и за комуникацију са корисником. Иако изгледом највише подсећа на претраживач, Стим је апликација, са свим опцијама и детаљним подешавањима као и код већине апликација које се свакодневно користе. Поред тога, постоји и могућност комуникације са осталим корисницима односно дописивање.

### Дистрибуција софтвера
Дистрибуција софтвера је уско везана за кориснички налог. Када корисник једном купи апликацију за одређену платформу, то више никада не мора поново радити, докле год се повезује на Стим преко истог налога. У случају да корисник има више налога, сваки налог је потпуно засебан; једноставна интеграција између налога није могућа, барем не без контактирања са Стимовом корисничком подршком.
Како год, једном купљен софтвер може се неограничено пута инсталирати. Куповина софтвера се врши преко кредитних картица: или Пејпала или Стим новчаника (који представља врсту банковног рачуна на који је могуће уплаћивати средства), па је самим тим куповина олакшана и убрзана.

### Сигурност
Стим је постао веома популаран и распрострањен, што је довело до честих хакерских напада. Дешавало се често да Валв привремено угаси форуме и комуникацију апликације са сервером. Године 2011, Валв је додао Стим гард (енгл. Steam Guard), проширење намењено додатној сигурности корисника и спречавању крађа налога и средстава. Поред тога, спроведен је и режим ван мреже који омогућава да се игра покрене без приступа интернету (није било могућности додавања пријатеља или комуникације са њима). Иако су начињени многи кораци у повећању сигурности и даље се препоручује да се на рачунарима не остављају осетљиви подаци или да се барем направе одвојени налози за играње и за рад.